# Фуюн
Фуюн или Фуйонг (на китайски: 福永街道) е подрайон на източния бряг на Перлената река. Принадлежи към Шънджън, окръг Баоан, провинция Гуандун, на Китай. Граничи с устието на Перлената река на запад, езерото Лисин на изток, източния бряг на залива Цзяойи (основната област от делтата на Перлената река) на север и международното летище „Баоан“ на юг, и по централната ос от А-образния залив на делтата на Перлената река.
Административното управление на района се намира на ул. „Фуйонг“ №303.
Обща стойност на промишленото производство е 131,231 милиарда юана и данъчни приходи от 9,4 милиарда юана.

## География
Район Фуйонг има обща площ от 66,2 квадратни километра, 7 общности под неговата юрисдикция, население от 472 792 души (2010 г.), 
- Площад „Уанфу“ във Фуюн
- Международно летище „Шънджън“
- Улица във Фуйонг